# Ибрахим Траоре
Ибрахим Траоре (фр. Ibrahim Traoré; Бондокуј, 14. март 1988) је војни официр и привремени председник Буркине Фасо. Дошао је на власт након државног удара 30. септембра 2022. године. Најмлађи је председник на свету.

## Биографија
Рођен је 1988. године у месту Бондокуј. У средњој школи је важио за веома тихог и талентованог ученика. Студирао је на Универзитету у Уагадугуу и био члан Удружења муслиманских студената.
Придружио се Војсци Буркине Фасо 2009. године и брзо је напредовао. Послат је у Мароко на противваздушну обуку пре него што је пребачен у пешадијску јединицу у Каји, граду на северу Буркине Фасо. Унапређен је у чин поручника 2014. године и учествовао у мировној мисији УН у Малију. Показао је велику храброст у Тимбукту региону у Малију приликом напада побуњеника. Вратио се у Буркину Фасо где је учествовао у војним операцијама против џихадиста. Борио се у Отапуану офанзиви 2019. године и учествовао у још неколико антитерористичких операција. Унапређен је у чин капетана 2020. године.
Био је део групе официра која је подржала државни удар у јануару 2022. године и довела Пол-Анрија Сандаога Дамибу и његову војну хунту, познатију под називом Патриотски покрет за заштиту и обнову, на власт. Од марта 2022. године био је командант артиљеријског пука у Каји.
Дана 30. септембра 2022. године, Траоре и група официра, извели су нови државни удар. Траоре је проглашен за новог председника Патриотског покрета за заштиту и обнову и привременог председника Буркине Фасо. Обећао је да ће спровести демократске изборе у јулу 2024. године. Протерао је француске снаге из Буркине Фасо и успоставио боље односе са Малијем и Гвинејом, где су војне хунте такође на власти.
Као председник, Траоре је вратио неке од револуционарних идеја бившег председника Томаса Санкаре и успоставио односе са револуционарним и левичарским покретима у Латинској Америци.
Састао се са Владимиром Путином на самиту у Санкт Петербургу у јулу 2023. године, најавио поновно отварање руске амбасаде у Уагадугуу и подржао инвазију Русије на Украјину. Осумњичен је за повезаност са Групом Вагнер, што је он негирао. Током нигерске кризе 2023. године, заједно са вођством Малија, подржао је нове нигерске власти и успротивио се потенцијалној оружаној интервенцији ЕКОВАС-а у Нигеру.
Дана 26. септембра 2023. године покушан је пуч против Ибрахима Траореа али су обавештајне и безбедносне службе спречиле покушај државног удара.